# Tillandsia lineatispica
Tillandsia lineatispica är en gräsväxtart som beskrevs av Carl Christian Mez. Tillandsia lineatispica ingår i släktet Tillandsia och familjen Bromeliaceae. Inga underarter finns listade i Catalogue of Life.